# Leo Peukert
Leo Peukert, född 26 augusti 1885 i München, död 6 januari 1945 i Tiengen, var en tysk skådespelare och filmregissör. Peukert kom under åren 1910 till 1944 att medverka i över 200 filmer.

## Filmografi
- 1932 – Tsarens diamant
- 1933 – Polisens villebråd
- 1934 – En furstinnas kärlek
- 1939 – Ett hopplöst fall
- 1939 – Första försöket
- 1941 – Frauen sind doch bessere Diplomaten
- 1941 – Gäckande bruden
- 1941 – Quax, alla tiders flygare
- 1942 – Det gåtfulla leendet
- 1942 – Diesel